# NHK神戸放送局
NHK神戸放送局（エヌエイチケイこうべほうそうきょく）は、兵庫県を放送対象地域とする日本放送協会（NHK）の地域放送局。総合テレビとFM放送で県域放送を行っている。

## 沿革
- 1925年7月 - 社団法人大阪放送局神戸出張所開設[1]。
- 1926年8月 - 社団法人日本放送協会設立に伴い日本放送協会関西支部神戸出張所に改称（社団法人大阪放送局は解散）。
- 1934年5月 - 大阪中央放送局神戸出張所に改称[1]。
- 1935年8月10日 - 大阪中央放送局神戸出張所姫路相談所開設[1]。
- 1941年12月27日 - 大阪中央放送局姫路臨時放送所開設[1]（1945年10月26日、姫路中継放送所に改称）。
- 1948年7月1日 - 神戸出張所は神戸支局、姫路相談所は神戸支局姫路分局に改称[1]。
- 1950年6月1日 - 放送法施行に伴い社団法人日本放送協会が解散。特殊法人としての日本放送協会が設立され一切の権利義務を継承。
- 1951年7月1日 - 神戸支局は神戸放送局、姫路分局は姫路放送局に改称[1]。
- 1953年5月30日 - 姫路中継放送所廃止。
- 1970年3月27日 - FM放送でローカル放送開始[1]（呼出符号JOPP-FM）。
- 1971年
  - 5月 - 現在地にテレビスタジオを備えた神戸放送会館が完成[1]（呼出符号JOPP-TV）。
  - 5月24日 - 総合テレビでローカル放送開始[1]（呼出符号JOPP-TV）。先行開局していた兵庫県内の総合テレビ中継局を大阪局から移管。
- 1979年8月8日 - 総合テレビの音声多重放送を開始[2]。
- 1988年7月 - 姫路放送局、神戸放送局姫路支局に改称[1]。
- 1995年
  - 1月17日 - 阪神・淡路大震災発生、神戸放送会館全壊[1][3]。
  - 1月28日 - 神戸市立山手小学校跡地のプレハブ仮設スタジオに移転[4]。
  - 5月15日 - 神戸放送局、HDC神戸ビル5階に移転[1][4]。
- 1997年3月 - 旧放送会館撤去[1]。
- 2004年12月1日 - 総合テレビのデジタル放送開始[1]（呼出符号JOPP-DTV）。
- 2005年1月17日 - 旧会館跡地に新放送会館を再建[1]。
- 2022年10月3日 - NHKプラスで地域向けのテレビ番組の見逃し配信が開始[5]。
- 2023年（令和5年）4月1日 - 令和改革により、部制（放送部・営業推進部等）からセンター制に見直され、コンテンツセンター、経営管理企画センターへ再編された。

## 放送局概要

### 親局送信所
いずれも摩耶山送信所（摩耶山）に設置されている。
- 総合テレビ JOPP-DTV リモコンキーIDは1。 22ch 空中線電力1kW・最大実効輻射電力5.2kW
  - 放送区域内世帯数約125万世帯
- FM放送 JOPP-FM 86.5MHz 500W[6]・ERP810W

総合テレビ・FM放送は、県内各地に中継局が設置されている。デジタル放送は総合テレビ、大阪放送局の教育テレビジョン（以下、大阪教育テレビ）と共にも順次中継局を設置。2005年末に北阪神（総合テレビのみ）、2006年3月に姫路他2か所にそれぞれ設置された。

### 主な中継局

#### 大阪教育テレビ・大阪第1放送・大阪第2放送の主な中継局
- 教育テレビ リモコンキーIDは2。 13ch 空中線電力3W・ERP72W（摩耶山）
  - 放送区域内世帯数約7万世帯
- 第1放送
  - 豊岡 1161 kHz / 100 W[6]
  - 香住 1584 kHz / 100 W[6]
  - 新温泉 1233 kHz / 500 W[6]
- 第2放送
  - 豊岡 1539 kHz / 100 W[6]

#### FM中継局
- 姫路 84.2 MHz / 1 kW[6]
- 香住（香美町） 83.2 MHz / 100 W[6]
- 村岡（香美町） 84.4 MHz / 100 W[6]
- 氷上（丹波市） 88.6 MHz / 100 W[6]
- 城崎（豊岡市） 83.9 MHz / 10 W[6]
- 北阪神（芦屋市） 88.6 MHz / 10 W[6]
- 淡路三原（南あわじ市） 82.9 MHz / 10 W[6]
- 西脇 89.2 MHz / 100 W[6]
- 八鹿（養父市） 82.4 MHz / 100 W[6]
- 大屋（養父市） 88.8 MHz / 3 W[6]
- 山崎（宍粟市） 83.0 MHz / 100 W[6]
- 一宮三方（宍粟市） 89.8 MHz / 10 W[6]
- 波賀（宍粟市） 82.7 MHz / 1 W[6]
- 一宮安積（宍粟市） 88.4 MHz / 1 W[6]
- 千種（宍粟市） 83.8 MHz / 1 W[6]
- 佐用 85.3 MHz / 100 W[6]
- 相生 82.8 MHz / 10 W[6]
- 赤穂 83.2 MHz / 10 W[6]
- 西宮山口 83.9 MHz / 10 W[6]
- 川西北 83.1 MHz / 10 W[6]
- 温泉 82.0 MHz / 10 W[6]
- 上郡 83.6 MHz / 10 W[6]
- 篠山 83.8 MHz / 10 W[6]
- 和田山（朝来市） 84.5 MHz / 10 W[6]
- 生野（朝来市） 85.9 MHz / 10 W[6]

## 支局・営業センター
支局
姫路（旧放送局）
淡路
豊岡
営業センター
尼崎（阪神センター）

## 主な神戸局制作番組

### 総合テレビ
太字はNHKプラスの「ご当地プラス」において見逃し配信を実施している番組。
- リブラブひょうご（平日 18:30 - 19:00）
- リブラブひょうご845（平日 20:45 - 21:00）
- HYOGO+（不定期金曜日 19:30 - 19:57、それ以外の日時で放送される場合もある[注釈 1]）
  - 新 兵庫史を歩く
- ひょうごキャンパス探訪（スポット枠で随時放送）

### FM放送
- 県内ニュース（平日18:55 - 19:00）

## 過去の制作番組

### 総合テレビ
- ひょうごの窓→ひょうごくらしのチャンネル
- ひょうご640→ひょうご630
- ニュースKOBE発
- 兵庫ニュース845（ - 2024年3月29日、平日 20:45 - 21:00）

### FM放送
- FMリクエストアワー「トアロードであいましょう」
- FMトアステーション

## アナウンサー・キャスター
- 氏名の後の*は過去に神戸放送局の勤務経験があるアナウンサー。

| 氏名           | 前任地                  | 担当番組                                                     | 備考                                  |
| アナウンサー   | アナウンサー            | アナウンサー                                                 | アナウンサー                          |
| -------------- | ----------------------- | ------------------------------------------------------------ | ------------------------------------- |
| 出山知樹       | 広島                    | アナウンスグループ統括 リブラブひょうご845                   | エグゼクティブアナウンサー 神戸市出身 |
| 広坂安伸*      | 大阪                    | リブラブひょうご （キャスター） リブラブひょうご845          | エグゼクティブアナウンサー            |
| 坂本聡         | 徳島                    | リブラブひょうご （キャスター） リブラブひょうご845          |                                       |
| 契約キャスター |                         |                                                              |                                       |
| 辻原麻希*      | 長崎 （契約キャスター） | リブラブひょうご （キャスター）                              | 尼崎市出身                            |
| 三角朋子       | 大津 （契約キャスター） | リブラブひょうご （キャスター）                              |                                       |
| 木村奈央       | 山形 （契約キャスター） | リブラブひょうご「知っとぉ?兵庫」                            | 西宮市出身                            |
| 勝川沙友里     | 岡山 （契約キャスター） | リブラブひょうご「知っとぉ?兵庫」 ぐるっと関西おひるまえなど |                                       |
| 大橋未帆       | 旭川 （契約キャスター） | リブラブひょうご「知っとぉ?兵庫」 ぐるっと関西おひるまえなど | 大阪府四条畷市出身                    |
| 気象予報士     |                         |                                                              |                                       |
| 南利幸         |                         | リブラブひょうご （気象キャスター・水曜日）                  | 西宮市出身                            |

## NHK神戸放送会館
NHK神戸放送会館は神戸市中央区中山手通2丁目にある。

### 局舎
神戸市中央区中山手通（三宮）にあった旧局舎は1995年1月17日の阪神・淡路大震災の影響で壊滅的な被害を受けた（スキップバック方式により撮影された旧局舎報道フロア内の激しい揺れの映像は全国、全世界に発信された）。その後近隣の小学校の敷地内に仮設（プレハブ）スタジオを設けたが、同年夏より神戸ハーバーランドのHDC（ハウジングデザインセンター）ビル内に移転した。被災を受けて使用不能となった旧局舎は発生から2年以上経過してようやく解体し、一時、駐車場として使用されていた。また、Kiss-FM KOBEに情報提供した。
2005年の阪神・淡路大震災10周年を機に、旧局舎跡に新局舎を同年1月17日（デジタル放送の送出の関係から、放送業務のみ2004年11月29日から先行で運用開始）にオープンさせた。同所は阪神・淡路大震災クラスの大地震でも耐えられる免震システムをNHK放送局として初めて採用しているほか、震災関連番組などの検索ができるコーナー「KOBEアーカイブス」を設置する。
新局舎では、1階を市民が気軽に訪れることができるオープン・スペース「トアステーション」を開設している。これは局舎がトアロード沿いにあることから命名されたものであり、その地域の情報発信拠点として様々な公開放送・イベントを行うオープンスタジオとして活用する。イベントではジャズの街として知られる神戸という場所柄からジャズの演奏会も定期的に開催する。その「トアステーション」にある8面モニターにはNHKの国内向け地上波・BSテレビ放送、データ放送に加え、全国のNHK放送局では珍しくテレビ国際放送「NHKワールドTV」の受信映像も公開している。

### 建築概要
- 構造：鉄骨造、免震構造[7]
- 階数：地上3階、塔屋1階[7]
- 最高高さ：18.87メートル[7]
- 放送開始 2005年1月17日[7]

## 備考
- かつて、7:00、12:00、19:00に風見鶏に見たてた当放送局のオリジナルロゴのテロップが流されていた。神戸放送局と大阪放送局の2局の総合テレビを受信している世帯ではこのオリジナルロゴのテロップの有無で神戸放送局か大阪放送局かが判るようになっていた。デジタル化後は画面表示機能で判別できるため廃止された[要検証 – ノート]。
- 総合テレビで兵庫県域放送を開始する前に、『NHKニュース』（正午と午後7時）をサンテレビで放送したことがある[11]。
- アナログ時代、同局のch番号設定は、生駒山からの大阪総合を受信できる地域は「1」、大阪総合を受信できない地域は大阪総合親局と同じ「2」に設定される傾向だった。
- 2021年現在、兵庫県内で発行している新聞では、神戸新聞、毎日新聞にNHK神戸放送局の番組表が掲載されている。朝日新聞、産経新聞、日本経済新聞、読売新聞および日本海新聞（但馬版）は大阪放送局の番組表（近畿広域版）を掲載しており、差し替えが発生する場合は、番組表には「【兵庫は別番組】」（「ほっと関西」は近畿の他府県ごとに別番組となる18:30以後は「6:30府県別[N]」と表記）などと記載される）。なお、兵庫県内の読売新聞の地域版では「NHKローカル」というタイトルで当日の『リブラブひょうご』の放送予定が掲載されている（非掲載の日もある。またリブラブひょうご以外の神戸局差し替えの番組は当該欄含め特に案内されず、番組表には前述通り記載される）

## 情報カメラ設置ポイント
- 神戸放送局屋上（HD）
- ホテルオークラ神戸屋上（HD）
- 姫路（HD）
- 姫路城
- 明石海峡大橋神戸側（HD）および淡路側（HD）
- 尼崎
- 神戸空港（HD）
- 城崎ロープウェイ山頂駅（HD） - 城崎温泉温泉街を望むことができる
- 豊岡（日高町）
- 但馬空港
- 摩耶山山頂 - 神戸市内を一望できるほか大阪港方面も望むことができる